# Staphylinochrous albabasis
Staphylinochrous albabasis és una espècie de lepidòpter zigenoïdeu de la família dels himantoptèrids (Himantopteridae), subfamília Anomoeotinae endèmica d'Angola.